# Augusto Alves da Rocha
Augusto Alves da Rocha (ur. 17 lipca 1933 w Bertolinii) – brazylijski duchowny katolicki, biskup diecezji Floriano w latach 2008-2010.

## Życiorys
Święcenia kapłańskie przyjął 21 lutego 1960.

### Episkopat
23 maja 1975 został mianowany przez papieża Pawła VI biskupem diecezji Picos. Sakry biskupiej udzielił mu 23 sierpnia tegoż roku bp Edilberto Dinkelborg.
24 października 2001 papież Jan Paweł II mianował go biskupem diecezji Oeiras-Floriano. 27 lutego 2008 Benedykt XVI wydzielił z tejże diecezji biskupstwo Floriano i mianował bp. da Rocha jego pierwszym ordynariuszem. Ingres do nowej katedry odbył się 18 maja tegoż roku.
17 marca 2010 przeszedł na emeryturę.